# Montes Nuba

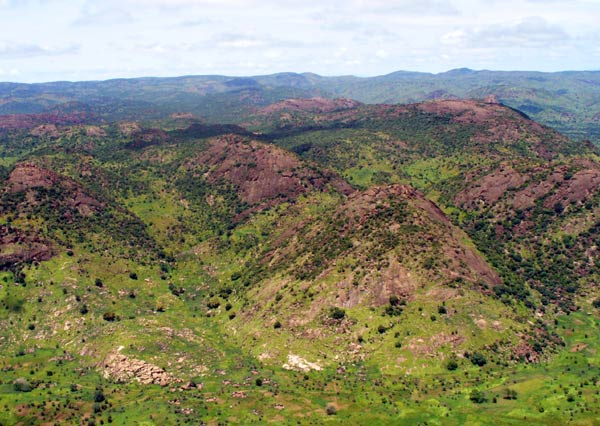
Montes Nuba.

Los Montes Nuba (11°59′N 31°10′E / 11.983, 31.167) son una cadena montañosa situada en la región Kordofán, en el Sudán. Estas montañas cubren un área aproximada de 48.000 km² con 40 millas de ancho por 90 millas de largo, y tienen elevaciones que van de los 1.500 a los 3.000 pies de altura sobre la llanura inferior. A pesar de su aridez, es bastante verde si se compara con las zonas circundantes. En la zona hay pocas carreteras y muchas de las poblaciones son inaccesibles por medios motorizados. La estación de las lluvias, que se desarrolla entre mediados de mayo y mediados de octubre, y se producen prepicipitaciones que ocasionan grandes crecidas de los barrancos y proporcionan pastos y productos agrícolas estacionales.
La población que vive en los Montes Nuba son llamados Nuba de modo genérico, a pesar de que pertenecen a diversas etnias y hablan distintas lenguas. Alrededor del 10% de la población pertenece a la etnia baggara (ganaderos), la mayor parte son Hawazma y árabes Misiriya. Existe también un pequeño número de nómadas árabes, llamados Jellaba. Históricamente, esta zona ha sido la sede del estado Taqali. 
Los nativos Nuba fueron en gran medida un apoyo al Ejército de Liberación del Pueblo de Sudán (SPLA) durante la segunda guerra civil sudanesa, que dio lugar a conflictos con los árabes baggaras armados por Jartum. La región está bajo el control del gobierno central y el Acuerdo General de Paz no da a los montes Nuba el derecho a participar en el referéndum de independencia de Sudán del Sur de 2011. Sin embargo, en 2011, los residentes de las Montañas Nuba del estado de Kordofán del Sur tienen derecho a "consultas populares" para determinar su futuro con el norte o el sur de Sudán La situación de ambigüedad y el temor a la violencia comunitaria futura se mantienen.